# Samurai 7
Samurai 7 is een 26-delige animeserie die gebaseerd is op de film Seven Samurai van Akira Kurosawa.

## Korte inhoud
Deze serie speelt zich af in een futuristische tijd waarin een grote mechanische robotsamurai, No-Buseri, de bevolking terroriseert. Voor één bepaald dorp is de maat vol en het besluit om zelf samoerai in te huren om zich te beschermen. De dorpelingen vinden 7 samoerai die bereid zijn om het dorp te beschermen. Slechts drie van hen overleven de strijd. 
Tot zover loopt alles gelijk met de oorspronkelijke film. In de serie is er echter een nieuwe vijand. Het blijkt dat de no-buseri werken voor de machthebbers van de 'Hoofdstad', een groot vliegend fort. Ukyou, de nieuwe heerser, is vastbesloten om het rebellerende dorp met de grond gelijk te maken. Het oorspronkelijke verhaal wordt uitgebreid met een fikse scheut corruptie, macht en intriges. Ondanks de extra verhaallijn en personages is men het oorspronkelijke verhaal niet uit het oog verloren.

## Personages

### De zeven samoerai
- Shishirouji - De beste vriend en strijdmakker van Kanbei; Kanbei vertrouwt hem blindelings en hebben samen een band opgebouwd waar ze weinig woorden nodig hebben.
- Katsushirou - De jongste samoerai, heeft geen vechtervaring en volgt Kanbei en Kyuuzou op de voet in de hoop te leren wat het is om een echte samoerai te zijn.
- Kikuchiyo - De boer die zich omgebouwd heeft tot een mechanische samoerai.
- Heihachi - Een vrolijke kerel die liever oorlogs- en belegeringswapens ontwerpt en bouwt dan dat hij vecht.
- Gorobei - Een reizende entertainer die zijn vaardigheden als samurai gebruikt om het publiek te vermaken.
- Kyuuzou - Een stille man en een meester in de zwaardkunst; zijn enige doel is het vinden van een waardige tegenstander en vindt die in Kanbei terug.
- Kanbei - De leider van de Zeven en heeft heel wat verliezende veldslagen gevochten en besluit om van het dorp zijn laatste veldslag te maken.

### De dorpelingen
- Rikichi - Hij is de eerste van de boeren die tegen de no-buseri wil vechten; hij leeft in de hoop zijn vrouw terug te vinden.
- Kirara - Een jonge priesteres die met een pendule de juiste samoerai weet te vinden; gaat met Rikichi mee op zoek naar de samoerai.
- Komachi - De jongere zuster van Kirara; is een vrolijk meisje dat verliefd wordt op Kikuchiyo.
- Gisaku - De dorpsoudste.

### Vijanden
- Ukyou - De man die de macht grijpt in de 'Hoofdstad'; werd opgevoed door boeren, maar na een aanval van de no-buseri werd hij opgevangen door een handelsprins; uiteindelijk blijkt hij een kloon te zijn van de oude heerser, vermoordt hem en volgt hem op.
- Ayamaro - De handelsprins die Ukyou opvoedt.
- Hyougo - Was samen met Kyuuzou de bodyguard van Ayamaro.
- Tessai - De persoonlijke bodyguard van Ukyou.

## Japanse Cast
- Junji Inukai - Heihachi Hayashida
- Kuwata Kong - Kikuchiyo
- Masaki Terasoma - Kambei Shimada
- Romi Paku - Katsushiro Okamoto
- Shinichiro Miki - Kyuzo
- Tetsu Inada - Gorobei Katayama
- Tohru Kusano - Shichiroji
- Chiwa Saito - Komachi Mikumari
- Fumiko Orikasa - Kirara Mikumari
- Ikuo Nishikawa - Gisaku
- Tadahisa Saizen - Rikichi
- Takehito Koyasu - Ukyo
- Tomomichi Nishimura - Masamune
- Kenichi Mochizuki - Yohei
- Kumiko Watanabe - Honoka
- Masafumi Kimura - Sensor Man
- Mayumi Tsubaki - Firefly House Old Lady
- Michihiro Ikemizu - Tessai
- Naoki Makishima - Manzou
- Otoya Kawano - Bougan Man
- Rieko Takahashi - Yukino
- Seiji Sasaki - Ayamaro
- Takehiro Murozono - Mosuke
- Takehito Koyasu - Amanushi
- Takeshi Kusao - Hyogo
- Youhei Oobayashi - Gosaku
- Yuu Asakawa - Sanae

## Afleveringen
1. Slash!
2. Eat!
3. You Must Be Kidding!
4. Let's Go!
5. Lame!
6. Leave it to me!
7. Cure!
8. Anger!
9. In Half!
10. Gather!
11. They've Come!
12. Cry!
13. Hit!
14. Go Wild!
15. Soaked!
16. The Storm!
17. Cut!
18. Evade!
19. Disobey!
20. Change!
21. Fools!
22. Slap!
23. Liar!
24. Promise!
25. Fall!
26. Plant!